# Gladiolus equitans
Gladiolus equitans är en irisväxtart som beskrevs av Carl Peter Thunberg. Gladiolus equitans ingår i släktet sabelliljor, och familjen irisväxter. Inga underarter finns listade i Catalogue of Life.

## Bildgalleri

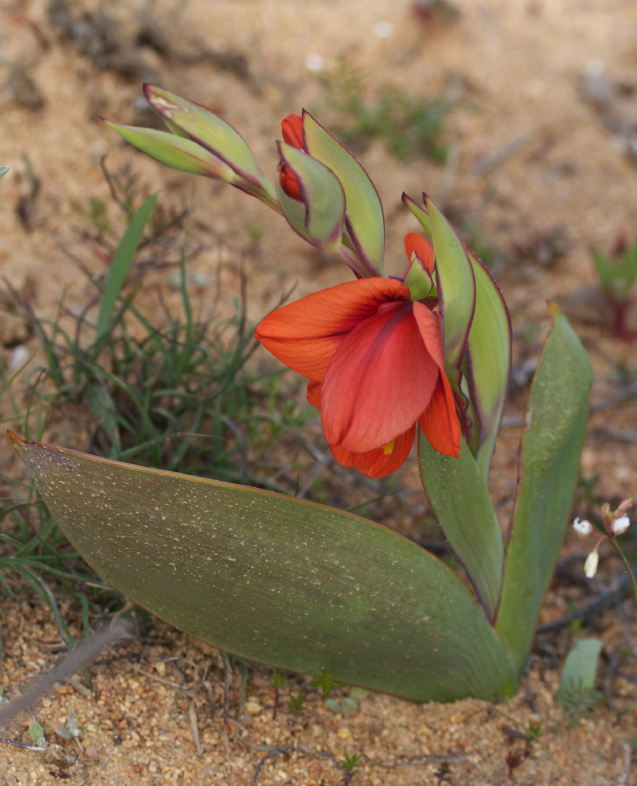